# Lachesillidae
Lachesillidae es una familia de insectos en Psocodea, del suborden Psocomorpha. Los miembros de esta familia se caracterizan por su areola postica libre redondeada en sus alas. Los machos tienen diversas estructuras genitales esclerotizadas. La familia incluye más de 400 especies, la mayoría de ellas en el género Lachesilla.

## Géneros
Los siguientes 26 géneros corresponden a la familia Lachesillidae:
- Acantholachesilla c g
- Amazolachesilla c g
- Anomolachesilla c g
- Anomopsocus Roesler, 1940 i c g b
- Antilachesilla c g
- Archaelachesis c g
- Ceratolachesillus c g
- Cuzcolachesilla c g
- Cyclolachesillus c g
- Dagualachesilla c g
- Dagualachesilloides c g
- Ectolachesilla c g
- Eolachesilla c g
- Graphocaecilius c g
- Hemicaecilius c g
- Homoeolachesilla c g
- Lachesilla Westwood, 1840 i c g b
- Mesolachesilla c g
- Nadleria c g
- Nanolachesilla Mockford and Sullivan, 1986 i c g
- Notolachesilla c g
- Prolachesilla Mockford and Sullivan, 1986 i c g
- Tricholachesilla c g
- Waoraniella c g
- Zangilachesilla c g
- Zonolachesillus c g

Fuentes de información: i = ITIS, c = Catalogue of Life, g = GBIF, b = Bugguide.net